# Veliki majstor (slobodno zidarstvo)
Veliki majstor (engl. Grand Master; njem. Großmeister; tali. Gran Maestro), negdje i veliki meštar, počasna je titula i dužnost u slobodnom zidarstvu, dodijeljena slobodnom zidaru koji je izabran za nadzor masonske nadležnosti. Veliki majstor predsjedava velikom ložom, odnosno simboličkim stupnjevima, i ima posebna prava u pripadajućim ložama koje čine njegovu nadležnost. 
Ova titula vuče korijene iz dužnosti velikih majstora u viteškim redovima i javalja se početkom 18. stoljeća u Londonu osnivanjem prve velike lože i izborom Anthonyja Sayera na tu dužnost.
U većini slučajeva, iako ne uvijek, velikog majstora se oslovljava s "najčasniji veliki majstor" (engl. Most Worshipful Grand Master). Primjer drugačijeg oslovljavanja je Velika loža Pennsylvanije gdje se on oslovljava s "najplemenitiji  veliki majstor" (Right Worshipful Grand Master). U Velikoj loži Škotske ova dužnost nosi specifičan naziv "veliki majstor mason" (Grand Master Mason).
Postoje i drugačiji nazivi titule velikog majstora. Primjer je Velika nacionalna loža Hrvatske u kojoj puni naslov glasi suvereni veliki zapovjednik velikog majstora.

## Dužnosti
Kao što starješina lože svake godine imenuje časnike lože koji mu pomažu u vođenju rada, tako i veliki majstor svake velike lože svake godine imenuje časnike velike lože koji mu pružaju podršku u obavljanju njegovih dužnosti.
Velike lože često biraju ili imenuju zamjenike velikih majstora, koji su ponekad poznati i kao pokrajinski zamjenici velikih majstora. Ovi zamjenici imaju ovlasti zamijeniti velikog majstora u slučaju njegove spriječenosti, osiguravajući kontinuitet u upravljanju velikom ložom.
U Ujedinjenoj velikoj loži Engleske, ako je veliki majstor princ kraljevske krvi, odnosno član Kraljevske obitelji, ima ovlast imenovati "pro velikog majstora" ("pro" na latinskom "za"). Pro veliki majstor djeluje kao njegov glavni savjetnik i predstavlja ga u situacijama kada zbog kraljevskih obveza veliki majstor nije u mogućnosti osobno sudjelovati. Važno je napomenuti da se funkcija pro velikog majstora razlikuje od uloge zamjenika velikog majstora, jer svaki od njih ima specifične dužnosti i odgovornosti unutar masonske strukture.

## Tradicije
Postoje dvije različite tradicije povezane s obnašanjem dužnosti velikog majstora. U europskoj praksi, veliki majstor često može biti ponovno izabran na više uzastopnih mandata, omogućujući dugotrajnije vođenje masonske nadležnosti. Nasuprot tome, u mnogim drugim zemljama, mandat velikog majstora ograničen je na razdoblje od jedne do tri godine, nakon čega se povlači iz aktivne službe.
U nekoliko europskih zemalja položaj velikog majstora tradicionalno su zauzimali članovi kraljevskih obitelji ili visokog plemstva, dok je u nekim protestantskim sjevernoeuropskim zemljama ovu dužnost povijesno obnašao čak i kralj. U Engleskoj i Walesu, trenutni veliki majstor Ujedinjene velike lože Engleske je princ Edward, vojvoda od Kenta. On je prvi put izabran na tu poziciju 1967. godine i od tada je svake godine ponovno biran, što svjedoči o njegovoj trajnoj posvećenosti slobodnom zidarstvu.

### Engleska kraljevska obitelj
Donji popis uključuje britanske vladare i članove kraljevske obitelji koji su bili ili jesu veliki majstori. Podebljano označava vladare, dok kutnik i šestar () označava velikog majstora.
- Fridrik, princ od Walesa
  - Đuro III.
    -  Đuro IV.[9][10]
    - Vilim IV.
    -  Edward, vojvoda od Kenta i Strathearna[11]
      - Viktorija
        -  Eduard VII.
          - Đuro V.
            -  Đuro VI.[9]
              - Elizabeta II.
                - Karlo III.

            -  George, vojvoda od Kenta
              -  Edward, vojvoda od Kenta†

        -  Arthur, vojvoda od Connaughta i Strathearna[10]

    -  Augustus Frederick, vojvoda od Sussexa[10]

  -  Henry, vojvoda od Cumberlanda i Strathearna[10]

## Poznati veliki majstori
U nastavku je prikazan popis istanknutih pojedinaca koji su kroz povijest obnašali dužnost velikog majstora u okviru svojih velikih loža, ostavivši trag u razvoju slobodnog zidarstva.
- Anthony Sayer (Velika loža Londona i Westminstera, 1717.)
- Benjamin Franklin (Velika loža Pennsylvanije, 1734.)
- William St Clair od Roslina (Velika loža Škotske, 1736. – 1737.)
- Louis-Philippe II., vojvoda Orléanski (Veliki orijent Francuske, 1771. – 1792.)
- princ George Augustus od Walesa (Velika loža Engleske, 1792. – 1812. i Velika loža Škotske, 1806. – 1820.)
- knez Eugène de Beauharnais (Veliki orijent Italije, 1805. – 1814.)
- knez Joseph Bonaparte (Veliki orijent Francuske, 1805. – 1814.)
- kralj Jérôme Bonaparte (Veliki orijent Vestfalije, 1807. – 1813.)
- kralj Joachim Murat (Velika loža Napulja, 1808. – 1815.)
- kralj Karlo XIII. (Švedski red slobodnih zidara, 1809. – 1818.)
- princ Frederik od Nizozemske (Veliki orijent Nizozemske, 1816. – 1881.)
- princ Augustus, vojvoda od Sussexa (Ujedinjena velika loža Engleske, 1813. – 1843.)
- kralj Karlo XIV. Ivan (Švedski red slobodnih zidara, 1818. – 1844.)
- Andrew Jackson (Velika loža Tennesseeja, 1822. – 1824.)
- kralj Oskar I. (Švedski red slobodnih zidara, 1844. – 1859.)
- kralj Fridrik VII. (Danski red slobodnih zidara, 1858. – 1863.)
- kralj Karlo XV. (Švedski red slobodnih zidara, 1859. – 1872.)
- Giuseppe Garibaldi (Veliki orijent Italije, 1864.)
- kralj Fridrik VIII. (Danski red slobodnih zidara, 1871. – 1912.)
- kralj Oskar II. (Švedski red slobodnih zidara, 1872. – 1907.)
- princ Albert Edward od Walesa (Ujedinjena velika loža Engleske, 1874. – 1901.)
- princ Arthur, vojvoda od Connaughta i Strathearna (Ujedinjena velika loža Engleske, 1901. – 1939.)
- kralj Gustav V. (Švedski red slobodnih zidara, 1907. – 1950.)
- kralj Kristijan X. (Danski red slobodnih zidara, 1912. – 1947.)
- Adolf Mihalić (Velika loža "Ljubav bližnjega", 1918. – 1919.)
- Đorđe Weifert (Velika loža SHS "Jugoslavija", 1919. – 1933.)
- kralj Đuro VI. (Velika loža Škotske, 1936. – 1937.)
- princ George, vojvoda od Kenta (Ujedinjena velika loža Engleske, 1939. – 1942.)
- senator Harry S. Truman (Velika loža Missourija, 1940. – 1941.)
- kralj Gustav VI. Adolf (Švedski red slobodnih zidara, 1950. – 1973.)
- predsjednik Sveinn Björnsson (Islandski red slobodnih zidara, 1951. – 1952.)
- princ Edward, vojvoda od Kenta (Ujedinjena velika loža Engleske, od 1967.)
- Marijan Hanžeković (Velika loža Hrvatske, 2015. – 2018.)
- Nikica Gabrić (Velika regularna loža Hrvatske, 2018. – 2025.)